# Forcado (ferramenta)

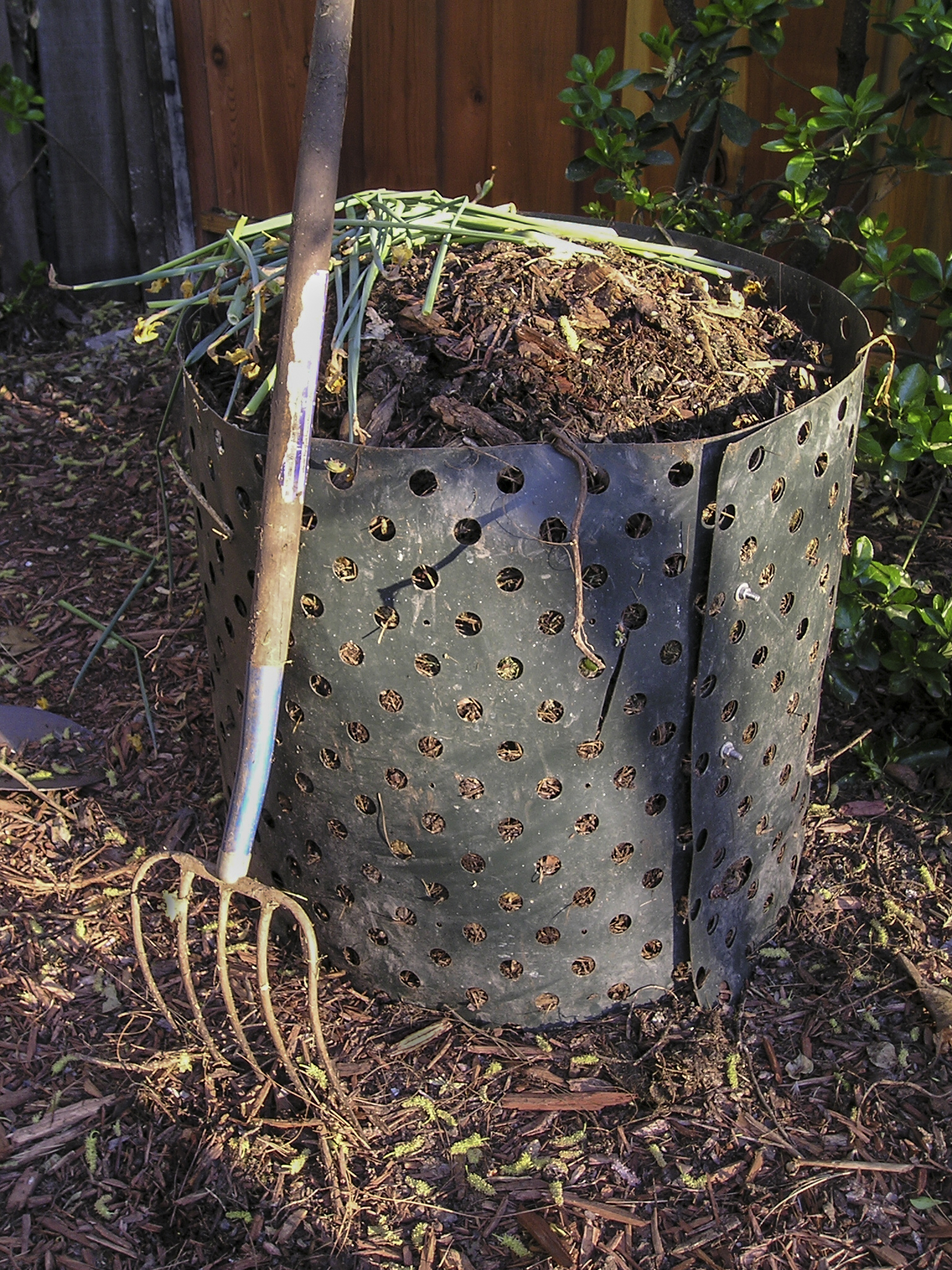
Um forcado.

O forcado ou forquilha (também conhecido como garfo-mor) é um instrumento utilizado na agricultura e na jardinagem, constituído por um cabo longo de madeira, com de dois a quatro dentes compridos na ponta, geralmente de metal, assemelhando-se a um grande garfo. É utilizado para agrupar e retirar folhas, gravetos e resíduos agrícolas.